# Ischyropsalis dentipalpis
Ischyropsalis dentipalpis is een hooiwagen uit de familie Ischyropsalididae.